# کمپ پندلتون نورت (کالیفرنیا)
کمپ پندلتون نورت (به انگلیسی: Camp Pendleton North) یک منطقهٔ مسکونی در ایالات متحده آمریکا است که در شهرستان سن دیگو، کالیفرنیا واقع شده‌است. کمپ پندلتون نورت ۲۳٫۴۵۶ کیلومتر مربع مساحت و ۵٬۲۰۰ نفر جمعیت دارد.